# 950-е годы до н. э.
950-е (девятьсо́т пятидеся́тые) го́ды до на́шей э́ры по пролептическому юлианскому календарю — промежуток времени с 1 января 959 года до н. э. по 31 декабря 950 года до н. э., включающий с 959 по 951 годы 5-го десятилетия  и 950 год 6-го десятилетия X века 1-го тысячелетия до н. э. Им предшествовали 960-е годы до н. э., за ними следовали 940-е годы до н. э. Они закончились 2975 лет назад.

## Датированные события
О принципах датировки см. X век до н. э.
- 960 (17 год Му-вана[1]) — Чжоуский Му-ван отправился в поход на запад, достиг холма Куньлунь и встретился там с легендарной Си-ван-му. Затем она прибыла ко двору, во дворце Чжаогун был устроен приём[2].

- 959 (11 год Соломона, восьмой месяц[3]) — Окончание строительства храма Яхве в Иерусалиме. Начало строительства царского дворца.